# 계양구 (선거구)
계양구는 대한민국의 옛 국회의원 선거구이다. 당시 인천광역시 계양구 전역을 관할했다.

## 역사
2000년, 대한민국 제16대 국회의원 선거를 앞두고 계양구 갑, 을 선거구가 합쳐지면서 신설되었다.
2004년, 17대 총선을 앞두고 계양구가 계양구 갑(계양구 남부 일원)·계양구 을(계양구 북부 일원)로 분구가 이뤄짐에 따라 폐지되었다.

## 역대 국회의원
| 선거   | 정당 | 정당         | 의원   |
| ------ | ---- | ------------ | ------ |
| 2000년 |      | 새천년민주당 | 송영길 |

## 역대 선거 결과

### 대한민국 제16대 국회의원 선거
|  | 48.34% |

|  | 44.41% |

|  | 4.49% |

|  | 2.74% |

제16대 국회의원 선거에서 새천년민주당 소속의 송영길 후보가 한나라당의 안상수 후보를 누르고 당선되었다.

## 같이 보기
- 대한민국 제16대 국회의원 선거 인천광역시#계양구
- 인천 계양구의 국회의원